# Rhectocraspeda
Rhectocraspeda és un gènere d'arnes de la família Crambidae.

## Taxonomia
- Rhectocraspeda periusalis (Walker, 1859)